# Musée en plein air

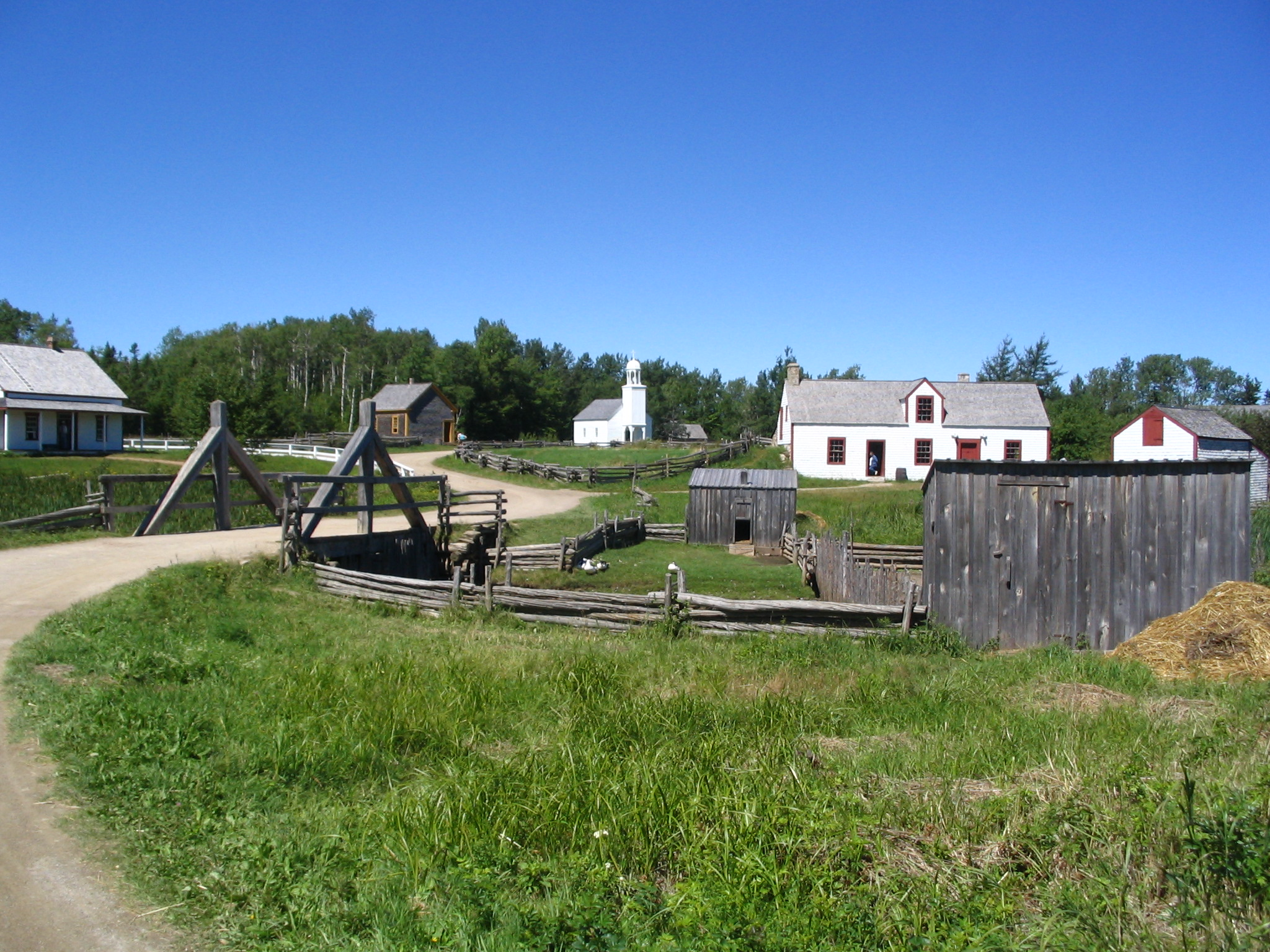
Vue d'une partie du village historique acadien au Nouveau-Brunswick.

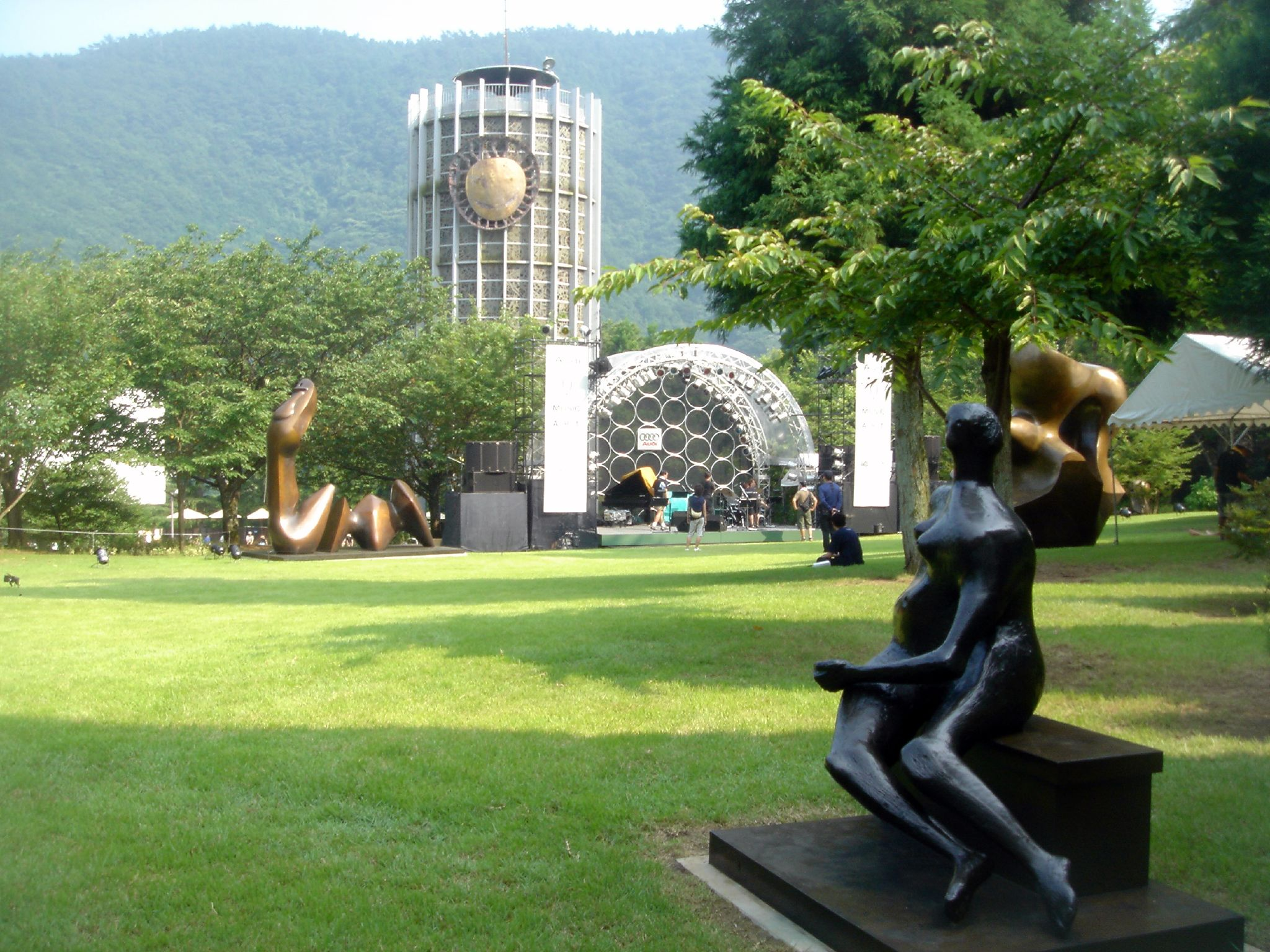
Sculptures du musée en plein air de Hakone au Japon.

Un musée en plein air est un type de musée dont les collections ne se trouvent pas à l'intérieur d'un bâtiment mais à ciel ouvert,.

## Concept
Ce type de musée est particulièrement adapté aux écomusées pouvant comporter des reconstitutions historiques et des tableaux vivants permettant de préserver l'agencement historique de lieux dans leur contexte mais aussi à des musées de sculpture et à toute œuvre qui supporte les conditions climatiques.
Tout ou partie d'un musée peut se trouver en plein air. C'est le cas du musée gallo-romain de Saint-Romain-en-Gal en France dont des mosaïques, colonnes, etc. ont été laissées à l'air libre au milieu des ruines tandis que les objets et artefacts trouvés sur le site sont regroupés dans le bâtiment adjacent. C'est également le cas des Terrasses au Creusot, témoignage du patrimoine industriel sidérurgique local.

## Histoire
Les premiers musées en plein air ont vu le jour en Scandinavie et notamment en Norvège à la fin du XIXe siècle.